# Ніккей (кулінарія)
Ніккей — різновид перуанської кухні, що виник наприкінці XIX століття під час припливу в Перу трудових мігрантів з Японії. Поєднує в собі перуанські та японські кулінарні традиції.

## Історія
Історія Ніккей починається з 1889 року під час прибуття до Перу близько 7000 японців для роботи з дворічних контрактів. Японські мігранти були задіяні переважно у сільському господарстві, наприклад, висаджували цукрову тростину. Після закінчення контрактного терміну багато хто з них залишився в Південній Америці, створивши в Перу сім'ї та асимілювавшись із місцевими жителями.
Японці почали займатися підприємницькою діяльністю, у тому числі відкривати ресторани, де готували місцеві страви, оскільки їхня рідна кухня не користувалася в Перу великою популярністю. Однак згодом на перуанську кухню стали впливати японські традиції, прикладом чого може бути заміна в м'ясних стравах м'яса на рибу, яка спочатку сприймалася як їжа для бідних, або використання восьминогів.
Наступний період формування кухні ніккей розпочався в 1970-х роках, коли в Перу з'явилися представництва компаній Toyota і Mitsubishi, що сприяло новій хвилі мігрантів та інтересу до японської кухні.

## Страви

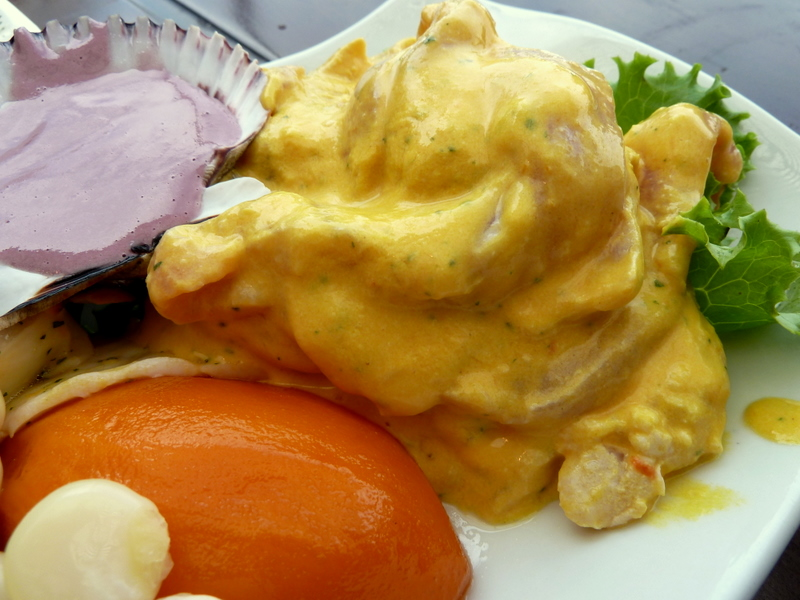
Тірадіто з жовтим перцем чилі.

- Севиче — страва з риби, що спочатку вважалося їжею перуанських моряків і бідних. Складається із сирої риби з додаванням гострого червоного перцю, лайма, солі та цибулі; також як інгредієнти може використовуватися кукурудза і батат. У варіанті кухні ніккей у страву додають соєвий соус, імбир, кунжутну олію, кінзу, селера. На відміну від традиційного способу приготування, коли рибі дають настоятися в цитрусовому маринаді кілька годин, японське севиче поливають лаймом безпосередньо перед подачею.
- Севіче — страва з риби, яку спочатку вважали їжею перуанських моряків і бідних. Складається з сирої риби з додаванням гострого червоного перцю, лайма, солі та цибулі; також як інгредієнти може використовуватися кукурудза і батат. У варіанті кухні ніккей у страву додають соєвий соус, імбир, кунжутну олію, кінзу, селеру. На відміну від традиційного способу готування, коли рибі дають настоятися в цитрусовому маринаді кілька годин, японське севіче поливають лаймом безпосередньо перед подачею.

- Тирадито — симбіоз сашимі та севичі. Від останнього відрізняється нарізкою риби тонкими слайсами. Як заправку використовують соус з лайма та гострого перцю. Іноді у страву додають кукурудзу та кунжутну олію.

- Амазонський нікей — страва з риби пайче (paiche), що мешкає в перуанських річках. Японська традиція проявляється у нарізці риби слайсами чи тонкими скибочками. Для заправки використовується соус з місо та перуанського антикучо.

## Ресторане мистецтво
Серед кухарів кухні нікей популярні Міцухар Цумура («Миша»), Гастон Акуріо; серед відомих ресторанів — Astrid & Gastón, Nobu, Maido тощо.